# 樫村晴香
樫村 晴香（かしむら はるか、1956年6月21日 - ）は、日本の哲学者。男性。京都大学文学部哲学科卒業、京都大学大学院経済学研究科理論経済学専攻単位取得退学。雑誌『現代思想』などに寄稿。妻は社会学者の樫村愛子。

## 概要
- 小説家の保坂和志は栄光学園高校での同級生で友人[3][4]。保坂の公式ホームページ内に「樫村晴香のページ」が設けられている[5]。
- 浅田彰は「アルチュセール派イデオロギー論の再検討」（『思想』1983年5月号）で、「アルチュセール派イデオロギー論の研究」を評価している。
- 稲葉振一郎は「『装甲騎兵ボトムズ』雑感」（1997年）で、ニーチェついて「面白いコメントをしています」と紹介している[6]。
- 東浩紀は『存在論的、郵便的―ジャック・デリダについて』（1998年）、千葉雅也は『動きすぎてはいけない―ジル・ドゥルーズと生成変化の哲学』（2013年）で、ドゥルーズのニーチェ解釈を批判した内容の「ドゥルーズのどこが間違っているか？」を検討している。

## 著作
- 「アルチュセール派イデオロギー論の研究―後期アルチュセールの理論的活動への探索」（『流動』1980年7月号、1980.7／昭和五十五年優秀論文 京都大学文学部哲学科卒業、1981.3）
- 「革命の諸要素」（『GS』2、1985.3）
- 「汎資本主義と〈イマジナリー／近しさ〉の不在――マルクスのレクチュールではなく、マルクス主義をまもるために」（『クリティーク』1、1985.10）
- 「存在の犬――物象化論と弁証法＊唯物論」（『クリティーク』3、1986.4）
- 「彼岸の強者と此岸の死者――法と自然」（『GS』3、1986.4）
- 「サイエンス 清水博」（粉川哲夫・高橋敏夫・平井玄編、『思想のポリティクス 反キーワード集』、亜紀書房、1986.6）
- 「挑発座談会 “ポストモダン”を超えて――〈物(ブツ)〉が全て，この陽気な目茶苦茶」（浅田彰・関曠野との座談、『Asahi journal』28巻30号、1986.7）
- 「第一部 文化」（今村仁司編、吉田憲夫・星野智共著、『ワードマップ 資本主義』、新曜社、1986.11）
- 「嘘の力と力の嘘――大島弓子と，そのいくつかの政治学」（米沢嘉博編、松枝到・加藤幹郎・四方田犬彦・竹内オサム・宇波彰・市田良彦・渡辺直己共著、『マンガ批評宣言』、亜紀書房、1987.2）
- 「断固たる退却への意志――金塚貞文著『人工身体論』書評」（『週刊読書人』1987年3月16日号）
- 「新しい時代――テクノロジーと主体の壊乱が非啓蒙的な倫理と力を準備する」（『クリティーク』8、1987.7）
- 「エコノミーの終了」（『現代思想』15巻9号、1987.8）
- 「生井英考著『ジャングル・クルーズにうってつけの日 ヴェトナム戦争の文化とイメージ』書評」（『週刊読書人』1987年9月21日号）
- 「性的不能」（『現代思想』16巻5号、1988.5）
- 「オーウェル，ジョージ」、「オーウェン，ロバート」、「ソレルス，フィリップ」、「トロツキー，レオン」、「ファノン，フランツ」、「ルフェーブル，アンリ」（今村仁司編、『現代思想を読む事典』、講談社現代新書、1988.10）
- 「所有する君を所有する，頭の後ろの自動人形の死について」（『現代思想』18巻9号、1990.9）
- 「書きたいテーマ、出したい本」（『出版ニュース』1639号、1993.8）
- 「対談 静かな生活、静かな小説 新芥川賞作家特別インタビュー」（保坂和志との対談、『文学界』49巻9号、1995.9）
- 「研究手帖 人肉レストランでの体験」（『現代思想』23巻10号、1995.10）
- 「ドゥルーズのどこが間違っているか？――強度＝差異，および二重のセリーの理論の問題点」（『現代思想』24巻1号、1996.1）
- 「アトリエの毛沢東――その精神病的＝分析哲学的表象システムと上下反転運動の論理的解明」（『現代思想』24巻10号、2000.10）
- 「アインシュタインはなぜサイコロが嫌いだったか？――量子論理はなぜ日常言語と衝突し，精神分析的知とは重なるのか」（『現代思想』24巻11号、1996.9）
- 「言語の興奮／抑制結合と人間の自己存在確信のメカニズム 人工知能のための人間入門――その精神神経言語学的概要」（『現代思想』25巻2号、1997.2）
- 「自閉症・言語・存在」（保坂和志との対談、『現代思想』25巻12号、1997.11／保坂和志著、『言葉の外へ』、河出書房新社、2003.2）
- 「ストア派とアリストテレス・連続性の時代」（『批評空間』Ⅲ-2、2002.1）
- 「Quid ?――ソレハ何カ 私ハ何カ」（『ユリイカ』36巻7号、2004.7）
- 「哲学」（『文學界』2019年12月号）
- 「自分が死ぬとはどういうことか？――の変遷」（『群像』2020年7月号）